# Castană (anatomia cabalinelor)

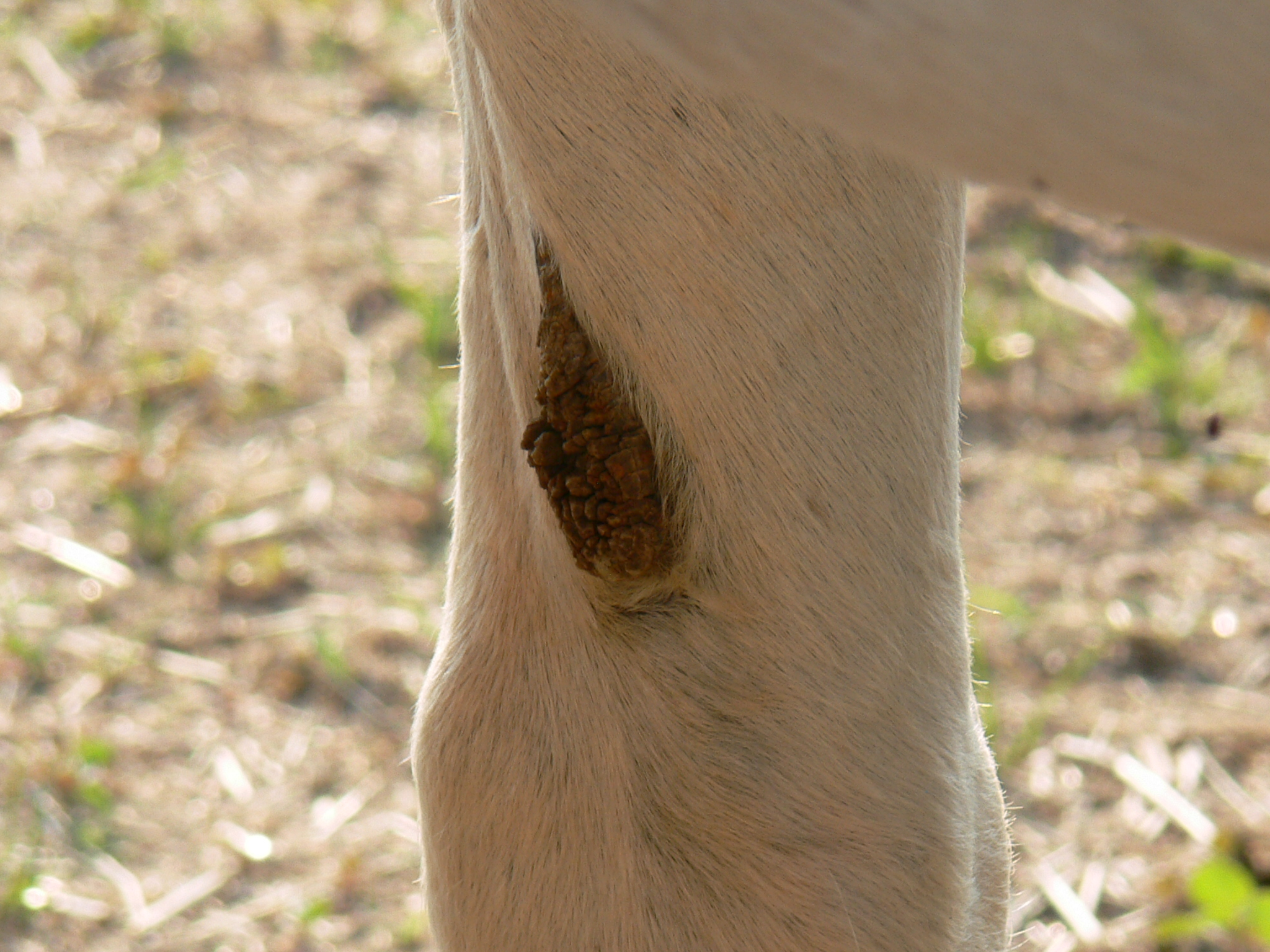
Castană pe piciorul anterior al calului

Castanele la cabaline sunt mici plăci cornoase, rugoase, de formă ovală sau rotundă, situate pe fața internă a picioarelor. Pe membrele anterioare castanele, numite torusuri carpiene (torus carpeus), sunt așezate în treimea inferioară a feței mediale a antebrațului. Pe membrele posterioare castanele numite torusuri tarsiene (torus tarseus) se află pe fața medială a jaretului și a părții superioare a fluierului. La unele rase de cai și la măgari lipsesc castanele posterioare, iar la catâri acestea sunt foarte mici. În structura castanelor se distinge un derm papilar cheratogen și un strat cornos moale format de epiderm. Castanele sunt lipsite de peri și glande. Sunt considerate ca vestigii ale degetului I, dispărut în timpul filogenezei.